# Jasnaja Poljana (Tula)

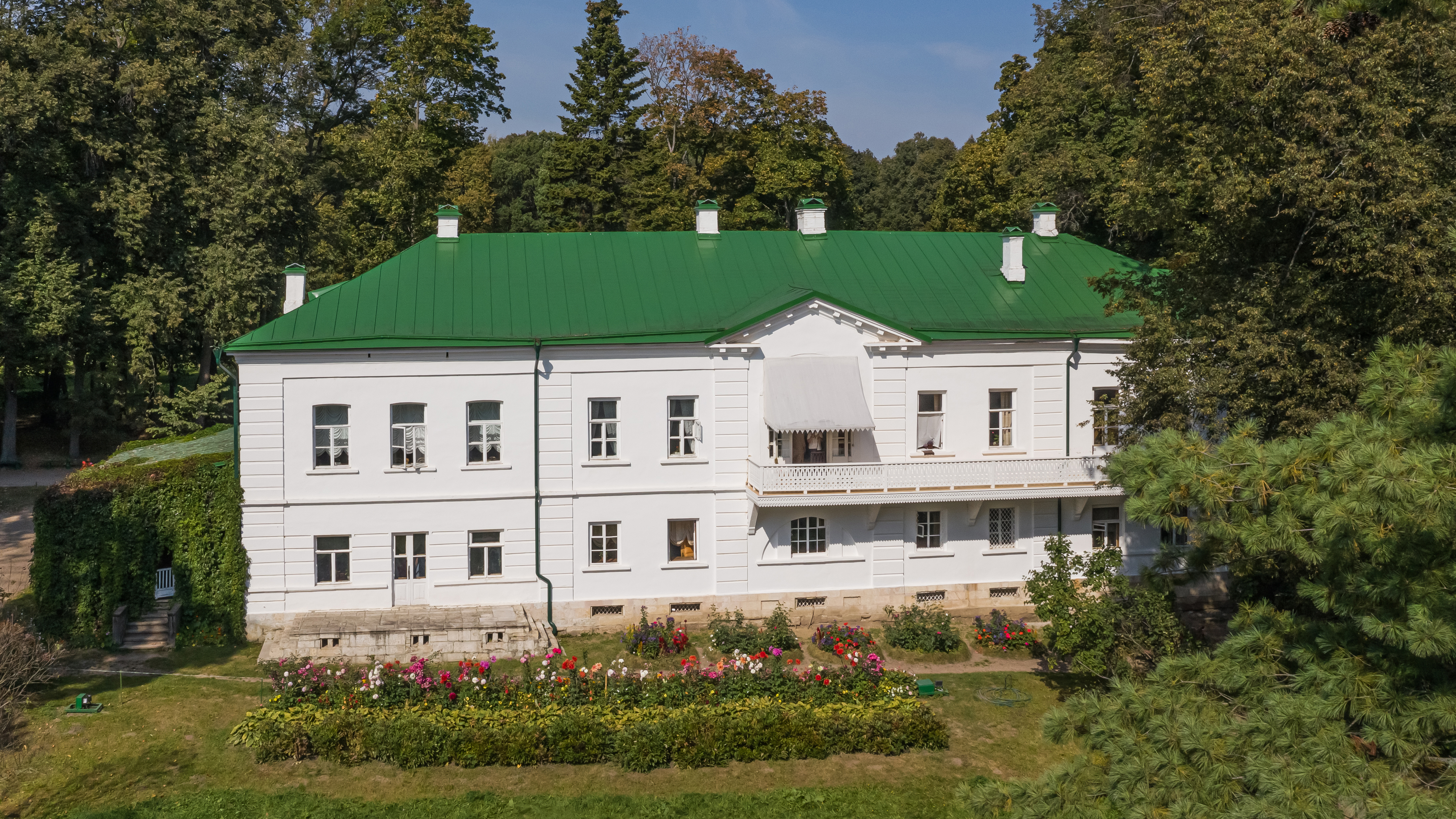
Tolstois Haus in Jasnaja Poljana

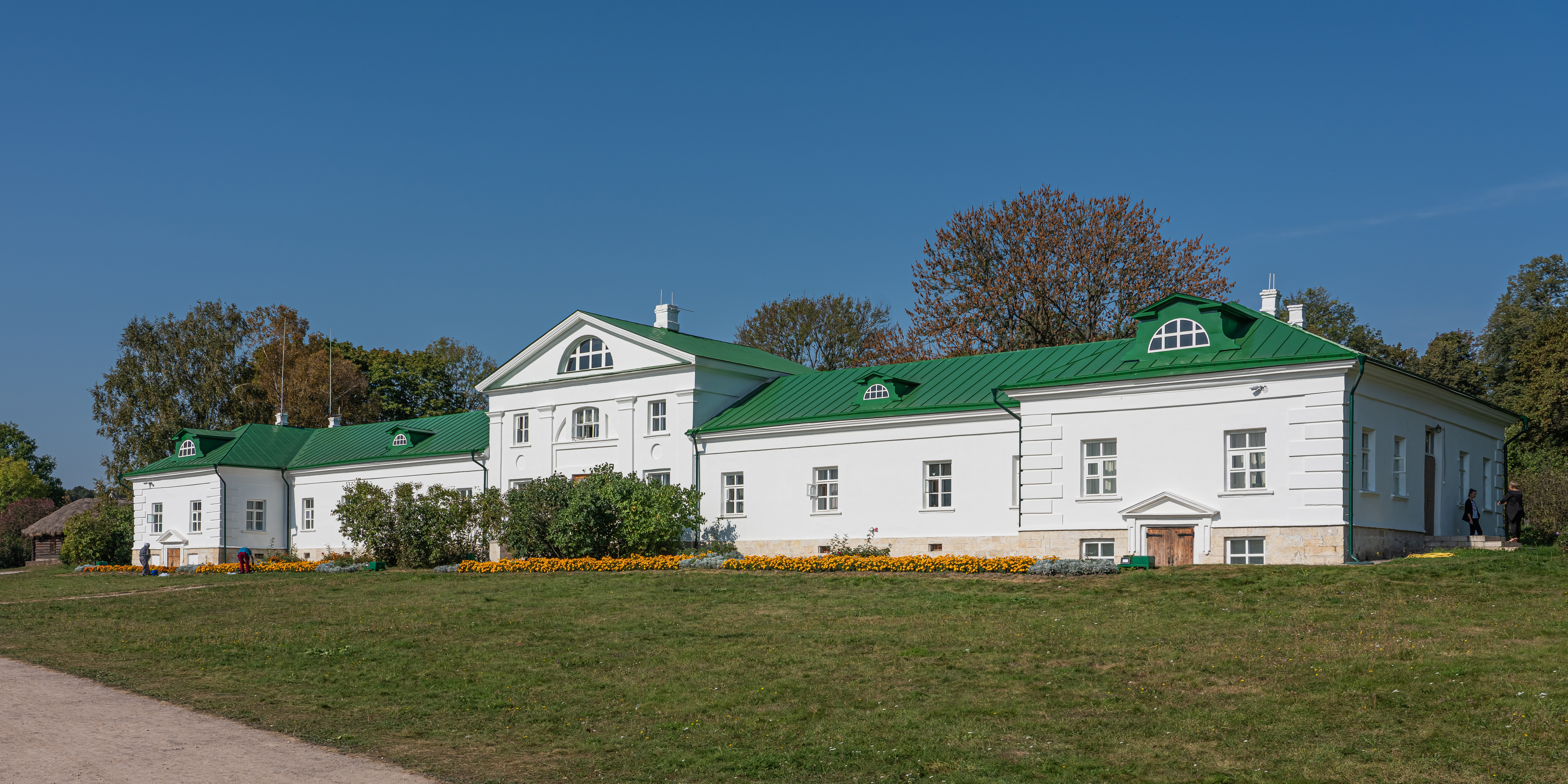
Wolkonski-Haus auf dem Gut Jasnaja Poljana

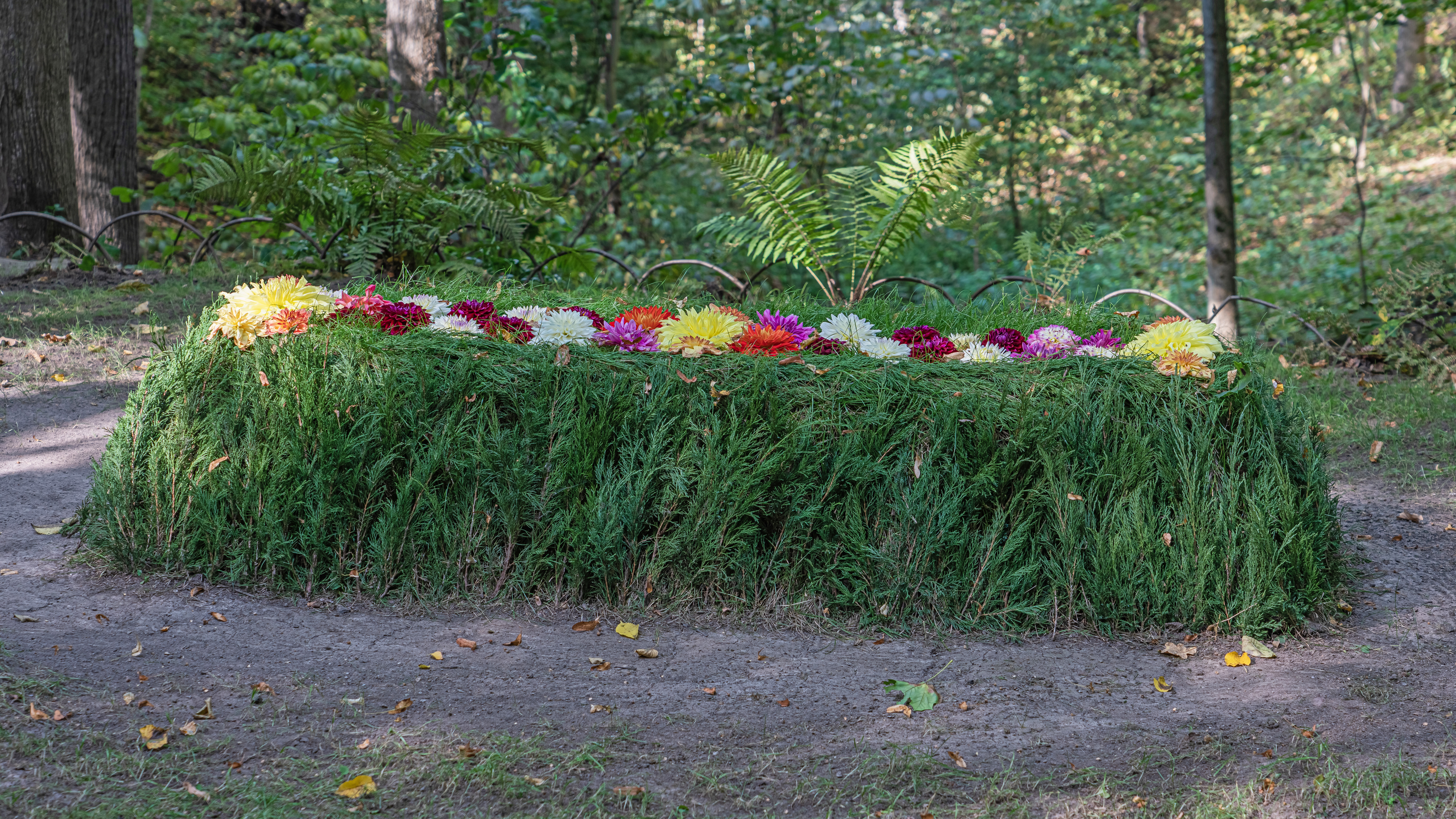
Tolstois Grab

Das Landgut Jasnaja Poljana (russisch Ясная Поляна, dt. Helle Lichtung) war der Geburts- und Wohnort des Schriftstellers Leo Tolstoi. Er schrieb dort Krieg und Frieden und Anna Karenina und ist dort beerdigt.
Das Landgut liegt etwa 220 Kilometer südlich von Moskau, 12 km südwestlich von Tula zwischen dem Tulaer Stadtteil Kossaja Gora und der Stadt Schtschokino in der Oblast Tula. Es ist heute ein Museum.

## Geschichte
Jasnaja Poljana existiert seit Ende des 16. Jahrhunderts. Der Großvater Tolstois, Fürst Nikolai Sergejewitsch Wolkonski, kaufte das Gut im 18. Jahrhundert.
Eine Birkenallee führte zum Hauptgebäude, das heute jedoch nicht mehr existiert. Tolstois Vater legte auf dem Gut einen Englischen Garten mit drei Teichen an.
Leo Tolstoi erbte das Gut im Alter von 18 Jahren. Zu dem Gut gehörten damals über 1800 Hektar Land, fünf Dörfer und 300 Leibeigene, worunter Männer im arbeitsfähigen Alter gezählt wurden. Tolstois kostspieliger Lebenswandel führte dazu, dass er mit 21 Jahren bereits große Teile seines Erbes durchgebracht hatte. Zuerst hatte er die Dörfer verkauft.
Nachdem er mit 27 Jahren aus dem Kaukasuskrieg zurückgekehrt war, gründete er in einem Nebengebäude eine Schule von Arbeitern und Bauern, die u. a. den reformpädagogischen Bestrebungen von Jean-Jacques Rousseau folgte. Diese Schule, die man als „Reich der Kinder“ benannte, wurde von 800 Kindern besucht und von den Kindern selbst „regiert“. Die Kinder haben die Arbeit selbst verteilt, die (ausschließlich vegetarische) Nahrung selbst zubereitet und sich um die Instandhaltung der Gegenstände selbst gesorgt. Instruktoren und Lehrer waren angehalten, sich so wenig wie möglich in die Innere Ordnung des Lebens der Kinder einzumischen. Finanziert wurde das Kinderreich vom Kommissariat der Volksaufklärung. Anhaltender Geldmangel zwang ihn dazu, das hölzerne Hauptgebäude zu verkaufen.
Er wurde in Jasnaja Poljana in einem schlichten Grab beerdigt (die Kirche hatte ihn exkommuniziert). Seit 1921 gibt es das Museum.
Im Zweiten Weltkrieg wurde das Museum im Jahr 1941 45 Tage lang von der Wehrmacht besetzt und bei deren Rückzug in Brand gesetzt. Das Feuer konnte zum Glück bald gelöscht werden. Die wertvolle Inneneinrichtung, die Bibliothek und sonstige Mobilien waren kurz zuvor über Moskau nach Tomsk evakuiert worden und fielen somit dem Brand nicht zum Opfer.

## Das Museum heute
Das Gut Jasnaja Poljana ist heute ein vielbesuchtes Museum. Neben ausführlichen Informationen aus dem Leben Tolstois werden hier Einblicke aus dem alten Russland gezeigt (Teezeremonien, Kutschfahrten). Direktor des Museums ist seit 1997 Wladimir Iljitsch Tolstoi, ein Ururenkel des Dichters. Er versucht das Museumsgut zu einem internationalen Kulturzentrum auszubauen. Auf dem weitläufigen und landschaftlich sehr idyllisch gelegenen Museumsgelände befinden sich auch ein Hotel und ein Krankenhaus. An Wochenenden werden von Moskau aus (Kursker Bahnhof) direkte Zugfahrten nach Jasnaja Poljana angeboten.

## Sonstiges
Das in Ostpreußen gelegene Trakehnen, berühmt wegen seines Gestütes, kam gemäß Potsdamer Abkommen mit dem gesamten Königsberger Gebiet (heute: Oblast Kaliningrad) zur Sowjetunion. Wie manche andere Orte im sowjetischen Teil Ostpreußens erhielt auch Trakehnen einen russischen Namen, der die Bedeutung des baltischen Wortes trakis (litauisch oder altprußisch für „Lichtung, Brandstätte“) wiedergibt. Aus Trakehnen wurde Jasnaja Poljana. Ob dabei an Tolstois Geburtsort gedacht wurde, ist nicht überliefert.